# Shanghai Nuzi Paiqiu Dui 2012-2013
Questa voce raccoglie le informazioni riguardanti lo Shanghai Nuzi Paiqiu Dui nelle competizioni ufficiali della stagione 2012-2013.

## Organigramma societario
Area tecnica
- Allenatore: Zhang Liming

## Rosa
| N° | Nome         | Ruolo | Data di nascita   | Nazionalità sportiva |
| -- | ------------ | ----- | ----------------- | -------------------- |
| 1  | Bian Yuqian  | P     | 14 giugno 1990    | Cina                 |
| 2  | Ma Xiaoying  | L     | 29 novembre 1986  | Cina                 |
| 3  | Gao Jialing  | S     | 4 ottobre 1993    | Cina                 |
| 4  | Gu Xinwei    | S/O   | 22 maggio 1991    | Cina                 |
| 5  | Zhang Yichan | S     | 11 febbraio 1991  | Cina                 |
| 6  | Zhu Huijing  | C     | 6 marzo 1988      | Cina                 |
| 7  | Zhang Yuxin  | C     | 24 marzo 1991     | Cina                 |
| 8  | Zhang Lei    | S/O   | 11 gennaio 1985   | Cina                 |
| 9  | Yang Jie     | S     | 1º marzo 1994     | Cina                 |
| 10 | Xiao Yanwen  | P     | 4 ottobre 1989    | Cina                 |
| 11 | Chai Lili    | S     | 17 ottobre 1993   | Cina                 |
| 12 | Xi Xi        | S     | 14 marzo 1988     | Cina                 |
| 13 | Chen Yuwei   | C     | 9 agosto 1991     | Cina                 |
| 14 | Zhang Li     | L     | 7 giugno 1992     | Cina                 |
| 15 | Ma Yunwen    | C     | 19 ottobre 1986   | Cina                 |
| 16 | Chen Jia     | C     | 16 maggio 1993    | Cina                 |
| 17 | Chen Yina    | S     | 21 settembre 1987 | Cina                 |
| 18 | Chen Sijie   | P     | 11 gennaio 1991   | Cina                 |